# 主力戦車
主力戦車（しゅりょくせんしゃ、英語：main battle tank、略称：MBT）は、戦車の分類の1つ。
第二次世界大戦以降に成立した分類であり、機動性・防護力・攻撃力などの性能を十分なレベルで備えており、戦車に求められるあらゆる任務をこなすことができる。
現代の戦車はほとんどが主力戦車に分類され、戦力の要となっている。

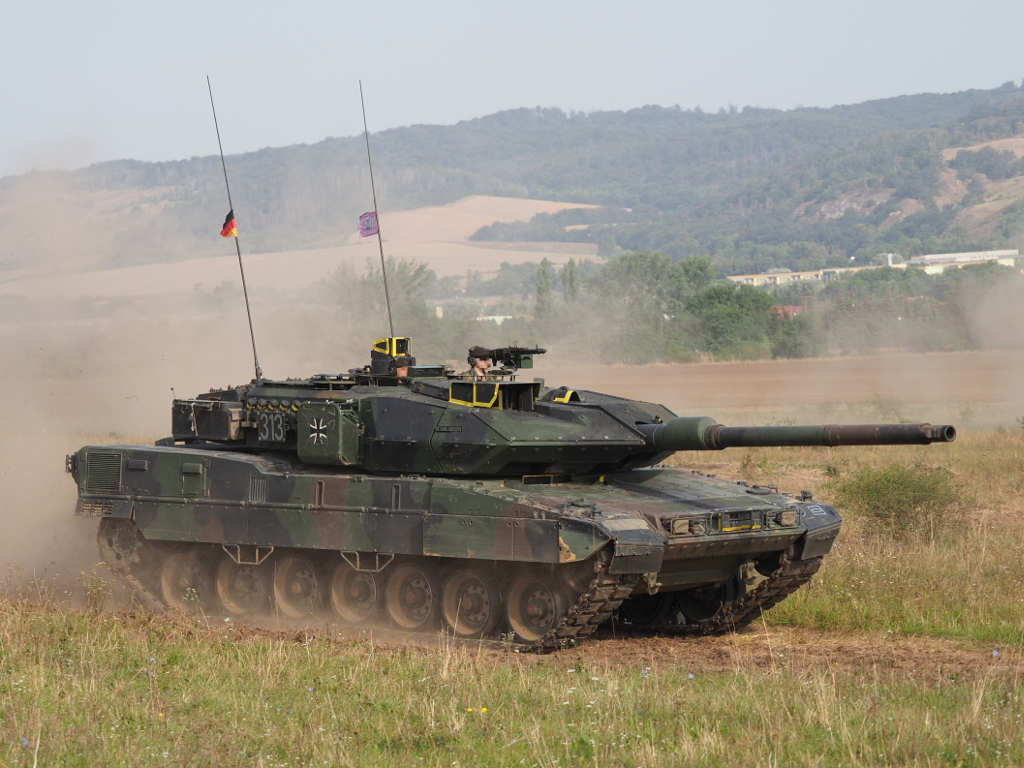
第3.5世代主力戦車のレオパルド2A7V(2024)

## 来歴
第二次世界大戦までは、エンジン性能に起因する設計の制限から、機動性・防護力・攻撃力などの条件を全て満たす戦車を設計することが出来なかった。そのため、戦術に応じた優先順位に応じて、重戦車、中戦車、軽戦車、豆戦車、駆逐戦車などの多様な戦車が造られた。
イギリス陸軍は、巡航戦車と、歩兵戦車に分けられていた。しかし、双方ともに欠陥があり、機動力重視と装甲、火力重視のようになっていた。そのため、イギリス陸軍はその中間となる中戦車に近い戦車を開発し、それをセンチュリオンとなずけた。ここから主力戦車というカテゴリーが確立された。
戦後、戦術の確立と技術の発展（特に1,000馬力以上のエンジン）を背景に、戦車に求められるあらゆる任務をこなせるようにバランス良く備える主力戦車へ統合が進んでいった。
主力戦車は第3世代までとそれ以後におおよそ区分される。これは冷戦中の東側・西側2大陣営に割拠された構造において、同盟軍としての共同交戦を念頭に共通化･平準化が志向されたこと、対抗陣営の新兵器に拮抗しうる装備が求められたことによる。特に消費が大きい、戦車砲を含む銃砲弾は幅広く共通化がなされた。
冷戦終結後は、主要国では主力戦車をはじめ重装備の新規開発が停滞気味であることと、同盟の統制が緩み横並び志向が働かなくなり、各国は独自の思考のもとに戦車開発を進めるようになったことで従来のような明確な世代区分が現れがたい状況になっている。また、特に第3世代からの改修型で重量は60～70トンと往年の重戦車並みに肥大化し、運用での支障や高コスト化の弊害が現れており、補完戦力としてより軽量な装輪戦車や軽戦車も開発されている。

## 世代別

### 第1世代
大戦中までに開発された中戦車のうち優等なもの・重戦車のうち軽快なものは、主力戦車の第1世代とされる。当時は「主力戦車」という分類が考案される前であり、第1世代主力戦車も「中戦車｣「重戦車」に分類されていた。
また、第1世代主力戦車が各国軍の全ての戦車任務をこなしていたわけではなく、同時並行でより高火力・重装甲の重戦車が、特に決戦場と想定されたヨーロッパ正面を睨む各国で生産・配備されていた。
大戦で打撃を被った多くの国で戦車開発は停滞し、陣営宗主国であるアメリカおよびソ連からの供与に頼ったが、日本は敗戦国ながら立ち直りが早く、旧軍戦車の系譜からも独自の61式戦車を国産開発した。主砲口径は西側で90mmあるいは84mm（20ポンド）、東側では100mmが標準。
 アメリカ合衆国
- M46パットン
- M47パットン
- M48パットン

 イギリス
- センチュリオン

 ソビエト連邦
- T-54 [注 3]
- T-55

 日本
- 61式戦車

 中国
- 59式戦車[注 3]
- 69/79式戦車

### 第2世代
1960年代頃から、軽便な発射機から大威力の投射が可能な成形炸薬弾を用いた対戦車ミサイルないし対戦車ロケット弾等が猛威をふるい、戦車無用論も唱えられたが、対戦車に限らず幅広い目標に威力を発揮する戦車砲と、対戦車ミサイルより多数存在する機関砲以下の火力に耐えうる重装甲車両の意義は覆らなかった。
第2世代は、対戦車弾頭を装甲で凌ぎきることは困難との想定のもと、機動性と遮蔽物を利用したハルダウンなど回避に重点を置いたデザインがトレンドとなっている。実用化されたStrv.103（Sタンク）の他にも無砲塔・駆逐戦車型のレイアウトが各国で試みられた。またガンランチャー装備あるいは対戦車ミサイルを主武装とするミサイル戦車も試みられたが、M60A1E4が部分的に実戦配備されたに留まった。またこの頃から戦後復興を果たしたヨーロッパなど各国で主力戦車開発がなされるようになった。主砲は西側が105mm、東側では115mmが標準。
 アメリカ合衆国
- M60パットン

 イギリス
- チーフテン
- ビッカースMBT

 西ドイツ/ ドイツ
- レオパルト1

 フランス
- AMX-30

 イタリア
- OF-40

 イスラエル
- スーパーシャーマン
- チラン

 スウェーデン
- Strv.103

 ソビエト連邦
- T-62
- T-64

 日本
- 74式戦車

 中国
- 80式戦車

#### 第2.5世代
主力戦車の世代区分は主に西側圏の観点によるもので、対向する東側戦車の発展段階には必ずしも一致しない部分もある。
たとえばT-72の初期型は設計思想的に第2世代だが、次世代を先取りする125mm砲と初歩的ながら複合装甲を採用していた。また冷戦終結前後の頃から、国力を伸長させてきた中進国でも旧式戦車をベースに一部先進的な機能の導入（台湾など）、逆に第3世代からのデグレード（韓国）、特にソ連製戦車を運用していた旧東側圏などでT-72等をベースに独自の近代化改修や国産化の動きが起こり、第2世代と第3世代の中間的な主力戦車が多く現れた。
 ソビエト連邦
- T-72（初期型）

 イギリス
- チャレンジャー1

 中国
- 85式戦車
- 88式戦車
- 90-II式戦車
- 96式戦車

 大韓民国
- K1（初期型）

 中華民国（台湾）
- CM11

 イスラエル
- チラン（4/5）
- マガフ
- メルカバ（Mk1-Mk2）

 南アフリカ共和国
- オリファント

 ポーランド
- PT-91

 ルーマニア
- TR-85

 エジプト
- ラムセス2世

 スロベニア
- M-55S

### 第3世代
複合装甲により戦車はAPFSDSやHEATなど想定される脅威に堪える防御力を再び回復した。また、各種センサーを用いて弾道計算や目標捜索を行う高度な火器管制システムを備えるようになった。主砲は西側が120mm滑腔砲（イギリスのみ120mmライフル砲）、東側では125mm滑腔砲が標準。
 アメリカ合衆国
- M1エイブラムス

 アメリカ合衆国/ 西ドイツ
- MBT-70（試作のみ）

 イギリス
- チャレンジャー2

 西ドイツ/ ドイツ
- レオパルト2

 フランス
- ルクレール

 イタリア
- アリエテ

 イスラエル
- メルカバ（Mk3以降）

 ソビエト連邦
- T-72（T-72B以降の型）
- T-80
- T-80U

 ロシア
- T-72（T-72B3等の改修型）
- T-80U
- T-90

 ウクライナ
- T-84
- オプロート
- T-64BM ブラート
- T-Rex

 ブラジル
- オゾーリオ （試作のみ）

 日本
- 90式戦車

 中国
- 96式A戦車
- 98式戦車
- VT-4

 大韓民国
- K1 (戦車)

 北朝鮮
- 暴風号/暴風虎
- 先軍号/先軍虎

 イラン
- ゾルファガール
- カラール

 インド
- アージュン

#### 第3.5世代(暫定)
冷戦終結後に戦力化された戦車で、第3世代からの改修と新規開発が入り混じる。新規開発機については「第4世代戦車」と呼ぶことがある。
さらなる装甲･武装の強化の他、非対称戦に対応した装備やC4IシステムなどのIT技術が取り入れられている。が、改修型の殆どは大量・高出力の電子装備を稼働させる電力が不足していたり、稼働にはエンジンの常時稼働が必須、内部スペースの不足などが原因で電子機器の取り入れが不完全であり、限定的対応に留まり電子戦・連携戦闘能力、機動射撃能力などに関しては後述の機体らに完全に遅れを取っており境界線が生じているのが実態である。
 アメリカ合衆国
- M1エイブラムス（A2）

 イギリス
- チャレンジャー3

 ドイツ
- レオパルト2 (A7以前)

 大韓民国
- K1A1

##### 第3.5＋世代(暫定)
T-14、メルカバ Mk4、10式戦車などは、第3.5世代よりさらに新しい第3.5＋世代と分類すべきとの意見がある。
これらの戦車は第3.5世代よりも、さらに新しい設計に基づいている。要素技術としては、ドライブバイワイヤ機体制御、電力供給能力の向上及びエンジン停止状態での電子装備運用能力(APU搭載)、電子防護装置、広域データリンクの本格対応(C4I)、モジュール装甲と複合素材装甲の併用などを採用している。
また、戦車単体としての性能よりだけでなく、情報通信、制御統制による群としての戦闘能力も重視している。
主砲については大口径化は行われていない。これは、現在以上の大口径化は、搭載弾数が減ってしまうなどのデメリットが大きいためである。第3.5＋世代戦車では、従来砲弾と互換性を持たせた上で長砲身化や高腔圧化といった砲身を改良したり、砲弾の軽量化・靱性強化といった改良が行われている。
 アメリカ合衆国
- M1エイブラムス（A2以降）

 ドイツ
- レオパルト2 (A7以降)

 フランス
- ルクレール(AZUR)

 イスラエル
- メルカバ（Mk4以降）

 中国
- 99式戦車/99A式

 日本
- 10式戦車

 大韓民国
- K2

 北朝鮮
- M-2020

### 第4世代(暫定)

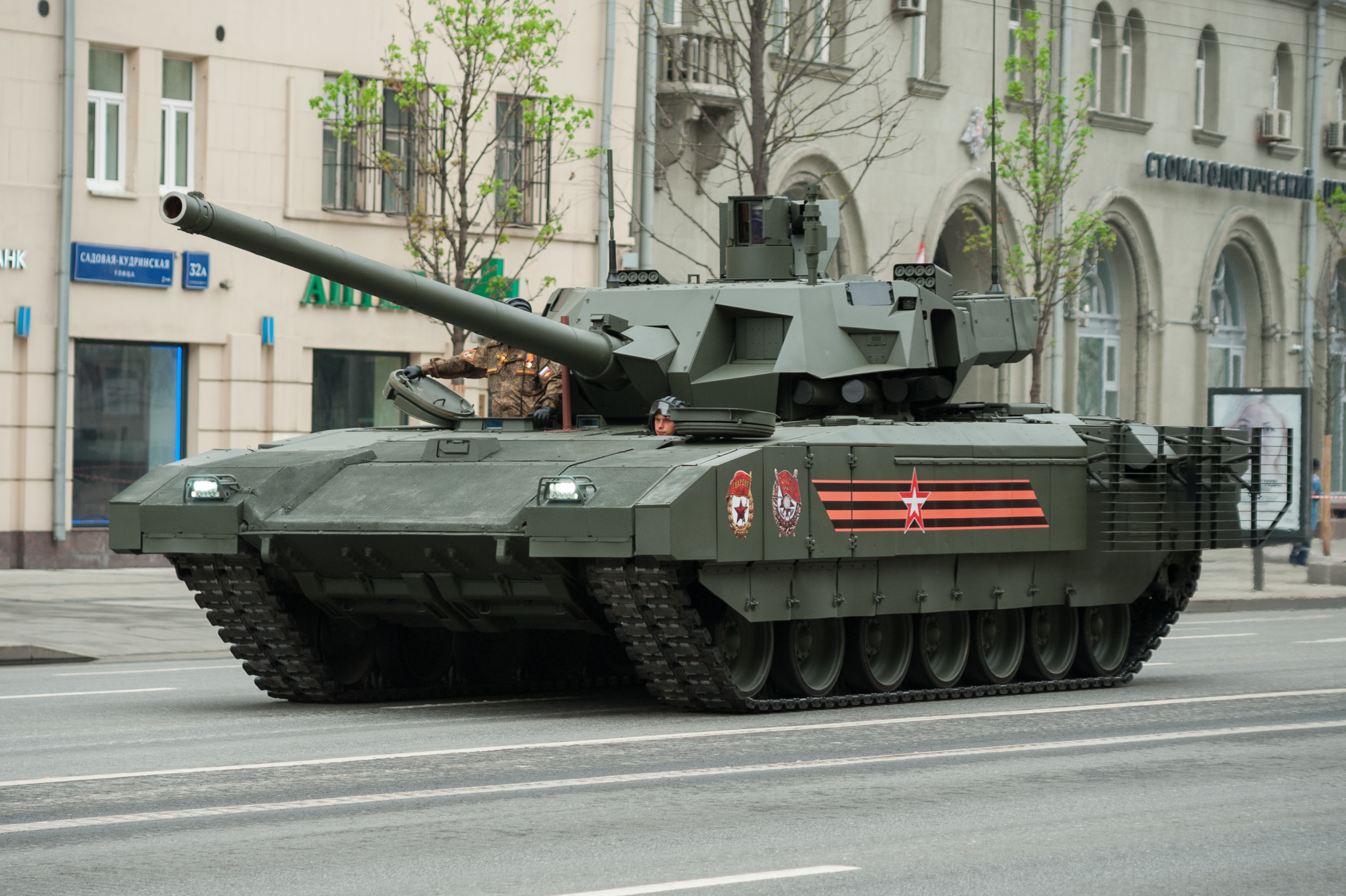
T14アルマータ

無人化されたシステムまたは砲塔のみ無人化された戦車である。従来より機能の一部を無人化した車両は存在したが、無人化といっても装填のみ自動で行い装填手を不要にした程度だった。
しかし、第4世代では完全に無人化もしくは砲手、車長を砲塔から排した設計がなされている。砲塔上部からの人の目による監視がなくなった反面高性能センサーやカメラを多用し死角を補う設計がされている。開発国によっては自動化により人の手を介すことが不要となった機構より乗員区画を移動し一箇所にまとめたうえで主装甲と同等もしくは比類する防御力の装甲カプセルで囲い生存性を大幅に高める工夫がされている。
 ロシア
- T-14 アルマータ

 大韓民国
- K3 (戦車)

 イスラエル
- メルカバ（Mk5）

 ドイツ
- KF51パンター